# The Secret Garden (musical)
The Secret Garden è un musical con libretto di Marsha Norman e colonna sonora di Lucy Simon, basato sull'omonimo romanzo di Frances Hodgson Burnett. Il musical debuttò al Wells Theatre di Norfolk il 28 novembre 1989 e nel 1991 a Broadway, dove rimase in scena per 709 repliche e fu candidato al Tony Award al miglior musical; la prima londinese del musical, andata in scena nel 2001, fu prodotta dalla Royal Shakespeare Company.

## Trama
Mary Lennox ha dieci anni e vive con la famiglia in India mentre era ancora una colonia britannica. Quando il colera uccide i suoi genitori distanti e l'amata domestica, Mary viene rimandata in Inghilterra da uno zio vedovo, Archibald Craven, che abita in un'enorme magione nello Yorkshire, Misselthwaite Manor. Ma lo zio è molto distante, è spesso assente e Mary rimane in balia dell'irritante governante, la signora Medlock, che le proibisce categoricamente di esplorare la casa. Mary scopre anche con disappunto che la servitù inglese, e in particolare la cameriera Martha, non sono servili quanto i domestici indiani; tuttavia, instaura un'amicizia con Martha, che le racconta del fratellino Dickon, grande amante degli animali. Martha le menziona anche il giardino segreto della signora Craven, chiuso dieci anni prima dopo la morte della padrona di casa. Mary decide di partire alla ricerca del giardio, che non riesce a trovare nonostante settimane di ricerche e l'amicizia del giardiniere, Ben Weatherstaff. Un giorno, mentre insegue un pettirosso, trova una porta in un muro e riesce ad entrare nel giardino segreto.
Mary comincia ad occuparsi del giardino, incolto ma ancora fiorito, e l'attività a contatto con la natura la rende più gentile e rispettosa. Uno strano rumore che la tiene sveglia di notte porta Mary a scoprire un coinquilino inaspettato: il cugino Colin, gobbo e suo coetaneo. Colin e Mary diventano amici e la bambina porta il cugino a vedere il giardino segreto insieme a Dickon, con cui intanto ha fatto amicizia. I tre piantano semi per dare nuova vita al giardino e anche il malaticcio Colin trova nuova energia e salute con il contatto con la natura. Quando lo zio Archie torna nello Yorkshire e scopre il miglioramento nel giardino e nel figlio, l'uomo abbraccia la sua nuova famiglia e adotta una nuova visione della vita, finalmente nuova e ottimista dopo la tragedia della morte della moglie.

## Numeri musicali
Atto I
- "Opening" – Lily, Fakir, Company, Mary
- "There's a Girl" – Company
- "The House Upon the Hill" – Company
- "I Heard Someone Crying" – Lily, Mary, Archibald
- "If I Had A Fine White Horse" – Martha, Mary
- "A Girl in the Valley" – Archibald, Lily
- "It's a Maze" – Mary, Ben, Dickon
- "Winter's on the Wing" – Dickon
- "Show Me the Key" – Mary, Dickon
- "A Bit of Earth" – Archibald, Mary
- "Storm I" – Company
- "Lily's Eyes" – Archibald, Neville
- "Storm II" – Mary, Company
- "Round-Shouldered Man" – Colin, Mary
- "Final Storm" – Mary, Company

Atto II
- "The Girl I Mean to Be" – Mary
- "Quartet" – Archibald, Lily, Neville, Rose
- "Race You to the Top of the Morning" – Archibald
- "Wick" – Dickon with Mary
- "Come to My Garden" – Lily
- "Lift Me Up" – Colin
- "Come Spirit, Come Charm" – Mary, Dickon, Martha, Lily, Fakir, Company
- "A Bit of Earth (Reprise)" – Lily, Rose, Albert
- "Disappear" – Neville
- "Hold On" – Martha
- "Letter Song" – Archibald, Mary, Martha
- "Where in the World" – Archibald
- "How Could I Ever Know" – Archibald, Lily
- "Finale" – Company